# Белоконь, Сергей Ефимович
Сергей Ефимович Белоконь (6 октября 1903, Шандровка — 1972) — советский военный лётчик и военачальник. Командующий 29-й воздушной армией (1949—1954), генерал-лейтенант авиации (3.08.1953).

## Биография
Родился в 1903 году в селе Шандровка. Член ВКП(б) с 1930 года.
С 1925 года — на военной службе. В 1925—1959 годах — командир взвода, стажёр в строевой части ВВС Украинского военного округа, курсант Харьковской военной авиационной школы лётчиков и лётчиков-наблюдателей, преподаватель и штурман Борисоглебской военноавиационной школы лётчиков, флаг-штурман авиаэскадрильи, начальник Харьковской военной авиационной школы стрелков-бомбардиров, командир ночной авиагруппы Харьковской военной авиационной школы стрелков-бомбардиров Юго-Западного фронта, заместитель командующего ВВС Московского ВО по высшим учебным заведениям, начальник штаба 10-й воздушной армии, командующий 29-й воздушной армией, заместитель, начальник Управления боевой подготовки ВВС.
Избирался депутатом Верховного Совета РСФСР 3-го созыва.
Умер в 1972 году. Похоронен на Монинском мемориальном военном кладбище в Московской  области.